# Houécourt
Houécourt ist eine französische Gemeinde mit 424 Einwohnern (1. Januar 2022) im Département Vosges in der Region Grand Est. Sie gehört zum Arrondissement Neufchâteau und zum Gemeindeverband Terre d’Eau.

## Geografie
Die Gemeinde Houécourt liegt auf etwa 320 bis 330 m Meereshöhe im Süden Lothringens, auf halbem Weg zwischen Neufchâteau und Mirecourt, weiträumiger gesehen etwa 45 Kilometer südlich von Toul. Das Dorf erstreckt sich im Übergangsbereich zwischen dem Bassigny als Teil des Plateaus von Langres und dem Xaintois. Charakteristisch für das Gebiet sind die Flusstäler, die fächerförmig der oberen Maas zustreben.
Die Fläche des fast zehn Quadratkilometer großen Gemeindegebietes umfasst einen Abschnitt der leicht gewellten Landschaft im Bereich des Maas-Nebenflusses Vair, dessen windungsreicher Lauf die Gemeinde nach Westen und Südwesten begrenzt. Im Gebiet der Gemeinde mündet der Bach Ruisseau de Rainvaux von Südosten kommend in den Vair. Die sanften Täler werden von teilweise bewaldeten Hügeln flankiert. Zur Gemeinde gehört das Waldgebiet Bois Louvrois im Nordosten sowie der fast 300 ha große Forst Bois de la Voivre im Südosten. Über die Hälfte des Gemeindeareals stehen der Landwirtschaft zur Verfügung.
Nachbargemeinden von Houécourt sind Morelmaison im Norden, Gironcourt-sur-Vraine im Osten, Dombrot-sur-Vair im Süden, La Neuveville-sous-Châtenois im Westen sowie Châtenois und Viocourt im Nordwesten.

## Geschichte
Houécourt gehörte vor der Französischen Revolution zur Vogtei Neufchâteau. 
Eine Grafschaft Houécourt entstand 1719, die zwei Jahre später zur Markgrafschaft wurde. Die Grafen stellte die alteingesessene Familie von Lignéville.
Die Pfarrei Houécourt stand unter der Patronage des Abtes von Saint-Mihiel, der zwei Drittel des Zehnten beanspruchte.

### Bevölkerungsentwicklung
| Jahr      | 1962 | 1968 | 1975 | 1982 | 1990 | 1999 | 2006 | 2014 | 2021 |
| Einwohner | 485  | 488  | 474  | 418  | 365  | 386  | 430  | 433  | 428  |

Im Jahr 1831 wurde mit 827 Bewohnern die bisher höchste Einwohnerzahl ermittelt. Die Zahlen basieren auf den Daten von cassini.ehess und INSEE.

## Sehenswürdigkeiten

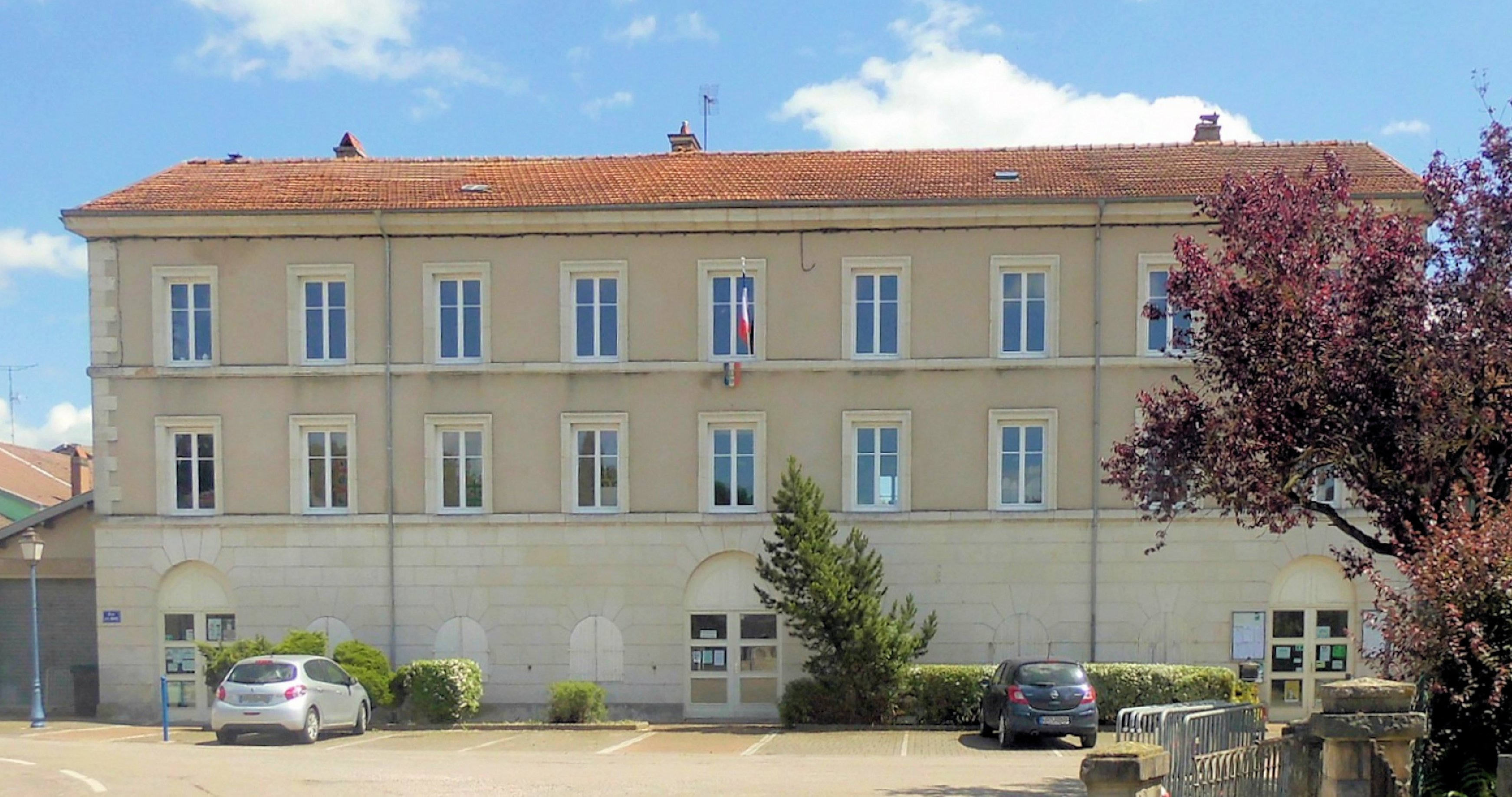
Mairie und Schule in Houécourt

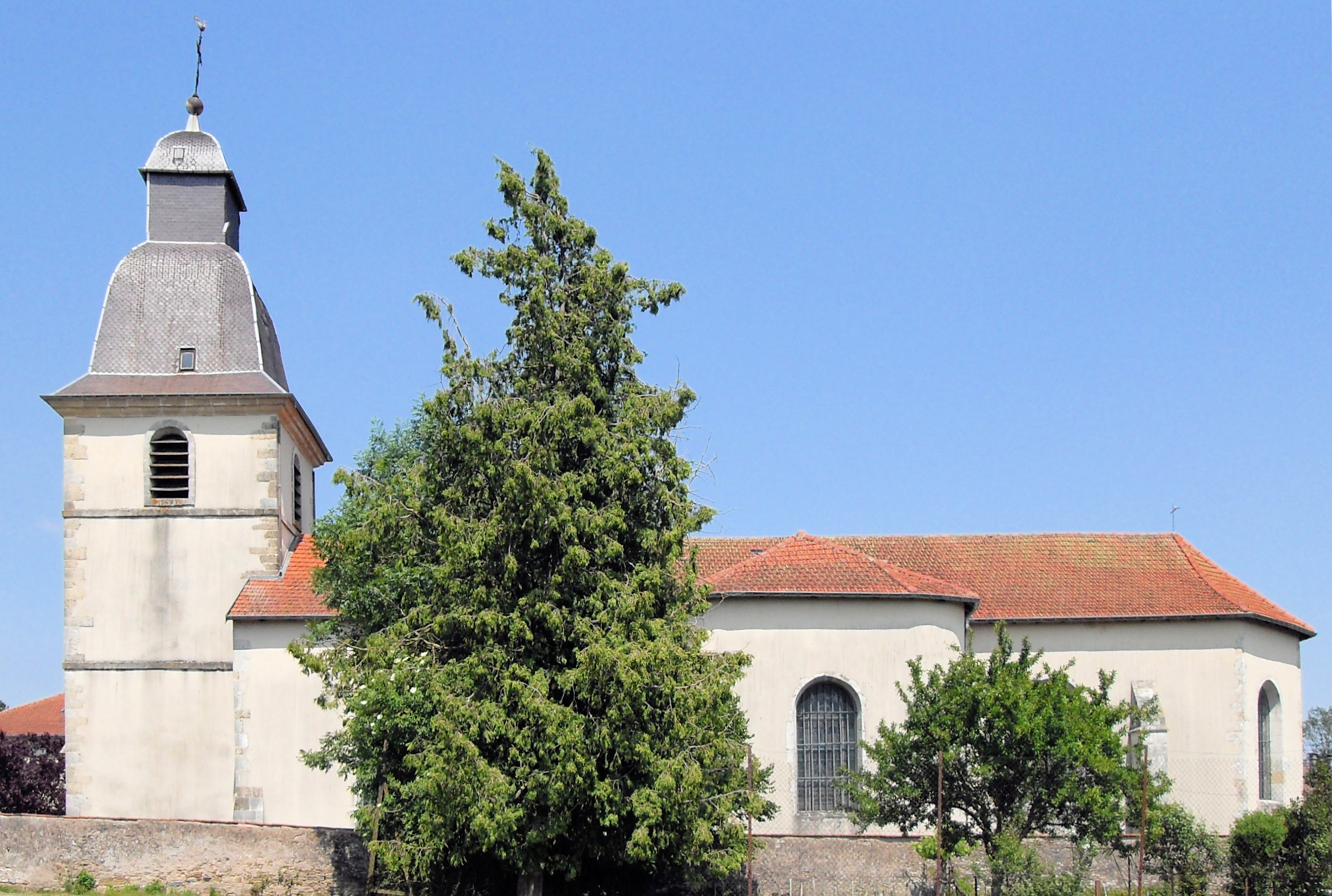
Kirche St. Quentin

- Kirche St. Quentin aus dem 18. Jahrhundert
- kleine Kapelle aus dem Jahr 1546 (hier wurde der Herzog von Choiseul-Stainville 1838 begraben)

## Wirtschaft und Infrastruktur
Die Landwirtschaft spielt auch heute noch eine Rolle in Houécourt. In der Gemeinde sind sieben Landwirtschaftsbetriebe ansässig (Zucht von Pferden, Schafen und Ziegen). Daneben existieren kleine Handels- und Handwerksbetriebe. Einige Bewohner pendeln in das BSN Glasspack-Werk der Nachbargemeinde Gironcourt-sur-Vraine, das seit 2004 zum Konzern Owens-Illinois gehört. 
Die teilweise zweistreifig und kreuzungsfrei ausgebaute Fernstraße D 166 von Épinal nach Neufchâteau umgeht die Gemeinde im Süden. Sie quert westlich von Houécourt die Autoroute A 31 (Toul-Dijon). Die hier eingerichtete Autobahn-Anschlussstelle ist eine von drei Anschlüssen im Département Vosges und ein wichtiger regionaler Verkehrsknoten.

## Persönlichkeiten
- Anne Marguerite de Lignéville (1686–1772), lothringische Adlige

## Belege
1. ↑  Houécourt auf vosges-archives.com. (pdf; 122 kB) Archiviert vom Original (nicht mehr online verfügbar) am 7. Dezember 2015; abgerufen am 29. Juni 2011 (französisch).
2. ↑  Houécourt auf cassini.ehess
3. ↑  Houécourt auf INSEE
4. ↑  Landwirtschaftsbetriebe auf annuaire-mairie.fr (französisch)